# Mooringsport, Louisiana
Mooringsport, Louisiana (енгл. Mooringsport) град је у америчкој савезној држави Луизијана.

## Демографија
По попису из 2010. године број становника је 793, што је 40 (-4,8%) становника мање него 2000. године.
| Група             | 2000.       | 2010.       |
| Белци             | 667 (80,1%) | 661 (83,4%) |
| Афроамериканци    | 148 (17,8%) | 100 (12,6%) |
| Азијати           | 0 (0,0%)    | 0 (0,0%)    |
| Хиспаноамериканци | 6 (0,7%)    | 7 (0,9%)    |
| Укупно            | 833         | 793         |